# 横涧乡 (石家庄市)
横涧乡，是中华人民共和国河北省石家庄市井陉矿区下辖的一个乡镇级行政单位。

## 行政区划
横涧乡下辖以下地区：
横北社区、天户社区、东岗头社区、横南社区、横西社区、新西社区、北西社区、青泉社区、冯家沟社区、赵村店社区和刘赵村社区。